# Verners Kohs
Verner Kohs (Ventspils, 21 de mayo de 1997) es un jugador de baloncesto letón. Con una altura oficial de dos metros y tres centímetros, juega en la posición de ala-pívot en las filas del Heroes Den Bosch de la BNXT League.

## Trayectoria deportiva
Natural de Ventspils, Kohs llegó a ser un habitual de las categorías base de Letonia, con las que jugaría los Europeos U16 en 2013 y U18 en 2016, donde sería el máximo anotador de su selección con 14.4 puntos en apenas 20 minutos de media, 130 puntos en 184 minutos, y lanzando con muy buenos porcentajes: 52.8% en tiros de dos y 45.6% desde el triple que le han convertido en el tercer jugador más efectivo del torneo. Además, ha liderado el campeonato en triples convertidos por encuentro (2.9).
Verner Kohs es un alero formado en las categorías inferiores del BK Ventspils y del VEF Riga, con el que llegó a debutar en la liga letona. Durante la temporada 2013-2014, el alero disputó con el VEF Riga la Euroliga U18, donde promedió 8.5 puntos y 3.8 rebotes con un partido de 26 puntos en 29 minutos al Budivelnik Kiev.
En 2015 llegó a España para jugar en las filas el Simply Olivar, el vinculado caísta en LEB Plata, con el que ha promediaría 4,1 puntos, 1,2 rebotes y 0,8 de valoración. En 2016, el jugador firmaría por el Tecnyconta Zaragoza y realizaría la pretemporada con el primer equipo, a las órdenes de Joaquín Ruiz pero disputaría la temporadas 2015/16 y 2016/17 con el Simply El Olivar de la Liga LEB Plata. En la temporada 2016/17, alterna el equipo de LEB Plata, con las convocatorias del Tecnyconta Zaragoza.
En marzo de 2017, se inscribiría al draft de la NBA 2017. En la temporada 2017/18 es fichado por el Monbus Obradoiro de la Liga ACB y en el mes de agosto es cedido al Club Ourense Baloncesto.
En 2019, regresa a Letonia y firma por el VEF Riga en el que jugaría durante dos temporadas.
En la temporada 2021-22, firma por el BK Liepājas lauvas.
El 25 de enero de 2022, firma por el Vanoli Cremona de la Lega Basket Serie A, la primera categoría del baloncesto italiano.
En la temporada 2022-23, firma por el Heroes Den Bosch de la BNXT League.